# Драголешти (Арђеш)
Драголешти (рум. Drăgolești) насеље је у Румунији у округу Арђеш у општини Котмеана. Oпштина се налази на надморској висини од 577 m.

## Становништво
Према подацима из 2002. године у насељу је живело 45 становника, од којих су сви румунске националности.